# Алтышево (посёлок, Чувашия)
Алты́шево (чув. Алтышево, эрз. Коряй Кужо) — посёлок Алатырского муниципального округа Чувашской Республики.

## География
Посёлок расположен в 23 км от районного центра, Алатыря. В посёлке расположена одноимённая железнодорожная станция.

## История
Посёлок возник в 1894 году для строительства и обслуживания станции (первоначально разъезда) на железнодорожной линии Москва-Казань. В 1916 году в посёлке построен завод № 5, производивший обрезной пиломатериал. В 1929 году в посёлке организован Алатырский лесхоз, а в 1930 году — колхоз «Красная Звезда». С 1933 года в посёлке действует начальная школа. В 1960 году леспромхоз объединился с лесхозом. В советский период лесокомбинат был отмечен 15 государственными наградами.

### Административная принадлежность
До 1927 года посёлок относился к Алатырской волости Алатырского уезда, позже — Алатырского района. До 1973 году относился к Алтышевскому сельсовету. В этом году был переименован в Октябрьский и выделен в отдельный сельсовет, но в следующем году вернул прежнее наименование, оставшись в обособленном сельсовете. Позднее сельсовет реорганизован в Октябрьское сельское поселение.

## Органы власти

Флаг сельского поселения

В рамках организации местного самоуправления с 2004 по 2022 гг. в границах поселка существовало муниципальное образование Октябрьское сельское поселение  . Упразднено законом от 29 марта 2022 года в рамках преобразования муниципального района со всеми входившими в его состав поселениями путём их объединения в муниципальный округ . С 1 января 2023 года функционирует Октябрьский  территориальный отдел .

## Население
| 2010  | 2012  | 2013  | 2014  | 2015  | 2016  | 2017  |
| ----- | ----- | ----- | ----- | ----- | ----- | ----- |
| 1100  | ↗1206 | ↘1066 | ↗1083 | ↘1076 | ↘1060 | ↘1034 |
| 2018  | 2019  | 2020  | 2021  |       |       |       |
| ↘1011 | ↘991  | ↘959  | ↘938  |       |       |       |

Число дворов и жителей:
- 1926 год — 35 дворов, 48 мужчин, 42 женщины;
- 1939 год — 39 мужчин, 41 женщина.
- 1979 год — 55 мужчин, 81 женщина.
- 2002 год — 654 двора, 1343 человека: 597 мужчин, 746 женщин.
- 2010 год — 472 частных домохозяйства, 1100 человек: 500 мужчин, 600 женщин.

По национальности — преимущественно русские и мордва.

## Достопримечательности
- Наименование памятника природы «Речка Люля»
- Площадь памятника природы — 15 гектаров

- Площадь охранной зоны — 5400 гектаров
- Описание границ памятника природы и его охранной зоны: Границы памятника природы проходят по среднемноголетнему урезу воды в летний период. Охранная зона памятника природы включает систему притоков бассейна р. Люля, в числе земли гослесфонда. Краткое описание памятника природы:

Река Люля протекает в основном по лесному массиву. Протяженность реки около 50 км, притоки: р. Караксирма, Орлик и около 20 ручьев. Река и её охранная зона является местом обитания бобров и других ценных и редких видов животных и растений.

## Современное состояние
В посёлке действуют: средняя школа, детская музыкальная школа, детско-юношеская спортивная школа, детский сад, клуб, библиотека, офис врача общей практики, отделение связи.